# 다비트 바그너
다비트 바그너(독일어: David Wagner, 1971년 10월 19일 ~ )는 독일 출생 미국의 축구 지도자로 독일 출생임에도 국가대표는 미국 대표팀에서 활동했으나 클럽팀은 독일 리그에서만 활동했다.

## 수상

### 클럽 (선수)
마인츠 05
- 분데스리가 : 3위 (1995-96)
- UEFA 유로파리그 : 우승 (1996-97)

### 클럽 (지도자)
보루시아 도르트문트 II
- 오베를리가 베스트팔렌 : 우승 (2001-02)

 허더즈필드 타운
- EFL 챔피언십 플레이오프 : 우승 (2016-17)

### 개인
- EFL 챔피언십 올해의 감독상 : 2016-17
- 잉글랜드 프리미어리그 이달의 감독상 : 2017년 8월
- EFL 챔피언십 이달의 감독상 : 2016년 8월, 2017년 2월